# Arhopaloscelis maculatus
Arhopaloscelis maculatus là một loài bọ cánh cứng trong họ Cerambycidae.